# Algún día (canción de Soda Stereo)
«Algún día» es una canción de la banda de rock argentina Soda Stereo. Fue lanzada en 1997 como un tributo a la banda británica Queen. Es una adaptación al español de la canción «Some Day One Day» perteneciente al álbum de estudio Queen II de 1974, aunque la letra en español no es exactamente igual a la original. La letra fue adaptada y escrita por Gustavo Cerati. Por ello en los créditos, en la canción figuran como compositores Brian May y Gustavo Cerati. Es una de las canciones preferidas de muchos fanáticos de la banda.
Esta canción tuvo un significado muy especial tanto para la banda como para los fanáticos, ya que fue la última canción grabada en estudio por la banda antes de su separación en 1997. 
Durante la Gira Me Verás Volver de 2007, la banda la utilizó como "telón" de sus conciertos, sonando la versión de estudio justo antes de que iniciara cada concierto. Muy posiblemente la eligieron porque con esta gira ellos volvían luego de diez años de separación, y la letra dice "si piensas volver... algún día".
- Datos: Q5668384